# Hraše, Radovljica
Hraše je naselje v Občini Radovljica. Ležijo severno od Lesc, tik ob avtocesti A2.